# Hapalochlaena fasciata
Hapalochlaena fasciata is een van de soorten blauwgeringde octopussen. De soort komt voor aan de rotskusten van zuidelijk Australië tussen het zuiden van Queensland en het zuiden van New South Wales op diepten tot 15 meter. Volwassen exemplaren hebben een mantellengte van 45 mm. De soort is uiterst giftig.